# Friedrich III. von Leibnitz
Friedrich von Leibnitz († 30. März 1338) war von 1315 bis 1338 als Friedrich III. Erzbischof von Salzburg.

## Leben
Am 24. Oktober wurde einstimmig der damalige Dompropst Friedrich von Leibnitz (1315–1338) zum Erzbischof gewählt. Er stammt aus der alten Salzburger Ministerialfamilie mit dem Stammsitz Burg Leibnitz und hatte schon während der Sedisvakanz und der Abwesenheit des Vorgängers seinem Land wertvolle Dienste erwiesen. Der neugewählte Erzbischof reiste unverzüglich nach Avignon, um dort die Bischofsweihe und das Pallium zu empfangen.
Dort wartete Friedrich über ein Jahr. Papst Clemens V. war gestorben, und 1316 erfolgte die Neuwahl von Johannes XXII. Erst am 25. November wurde Friedrich zum Bischof geweiht und konsekriert. Die lange Wartezeit in Avignon war mit hohen Kosten und Zahlungsverpflichtungen verbunden, die samt den Schulden des Vorgängers erst allmählich beglichen werden konnten. Zudem erwies sich die lange Abwesenheit des Erzbischofs von Salzburg als gefährlich. Nur mit Mühe konnte in dieser Zeit ein Krieg gegen Bayern verhindert werden. Friedrich erneuerte aber nach seiner Heimkehr aus Avignon sofort das Bündnis mit Österreich gegen Ober- und Niederbayern. So war eine Auseinandersetzung zwischen Österreich samt seinem Verbündeten Salzburg gegen Niederbayern unausweichlich. König Ludwig von Bayern bot im Kampf um die deutsche Königskrone die entscheidende Schlacht für den 28. Oktober (1322) an, worauf Friedrich von Österreich einging, wohl in der Erwartung, dass das Heer seines Bruders aus Schwaben rechtzeitig vor Ort sein würde. Der Ausgang der Schlacht bei Mühldorf war dann wider alle Erwartungen für Österreich katastrophal, Friedrich und Heinrich von Österreich wurden gefangen genommen, zahllose österreichische Ritter ebenso. Auch der Großteil der Salzburger Ritter geriet in Gefangenschaft. Hohe Reparationen auch der Salzburger waren die Folge, die in Raten bis 1331 abgezahlt wurden. 1324 besetzten die Bayern die wichtige Salzburger Stadt Tittmoning, die verräterisch den Bayern offengestanden war. Salzburg musste diese Burg mit weiteren hohen Geldmitteln auslösen.
Wegen der nun nicht mehr beherrschbaren Geldnot ersuchte Friedrich den Papst um Zustimmung zu einer Subsidiarsteuer (Einkommensteuer) in der Salzburger Kirchenprovinz, die am 5. Februar 1327 beurkundet ist, wenngleich sie schon drei Jahre zuvor geltend gemacht wurde. Die Einhebung dieser Schatzssteuer, beziehungsweise das am 29. September 1328 gegebene Gesetz für seine Herrschaft, eine erste Form der eigenständigen Salzburger Landesordnung, gilt als Geburtsstunde des selbständigen Landes Salzburg.
Die letzten Jahre der Regentschaft des Fürsterzbischofs verliefen ruhig. Mit seiner Abwendung vom Mutterland Bayern und der Zuwendung zu Österreich hat Friedrich für das Erzbistum schwere Rückschläge hinnehmen müssen. Salzburgs Stellung als Haupt der Kirchenprovinz im Südosten des Reiches war stark geschwächt, seine Nachfolger erreichten für das Erzstift aber den gesicherten Status eines Fürsterzbistums.
Friedrich von Leibnitz wurde im Salzburger Dom neben dem Heiligenkreuz-Altar beigesetzt.